# Dirk H. Dau
Dirk H. Dau (* 2. August 1943 in Frankfurt an der Oder) ist ein deutscher Jurist und ehemaliger Richter am Bundessozialgericht.

## Werdegang
Dirk H. Dau studierte Rechtswissenschaft an der Universität Hamburg und an der Freien Universität Berlin. Er war von 1970 bis 1973 am Max-Planck-Institut für ausländisches und internationales Privatrecht in Hamburg als Wissenschaftlicher Assistent tätig. Anschließend trat er in den Verwaltungsdienst Hamburgs. 1977 wechselte er in die Sozialgerichtsbarkeit des Landes Hamburg und war dort bis 1987 Richter am Sozialgericht Hamburg. 1987 wurde Dau zum Richter am Landessozialgericht Hamburg und im Juli 1992 zum Richter am Bundessozialgericht ernannt.
Am Bundessozialgericht gehörte er zunächst dem für Kriegsopfer- und Soldatenversorgung sowie für Schwerbehindertenrecht zuständigen 9. Senat an. Später war er Mitglied des 10. Senates des Bundessozialgerichtes, der für die Alterssicherung und Krankenversicherung der Landwirte, Erziehungsgeld und Elterngeld zuständig ist. Seit Anfang 2001 war Dau Mitglied des Präsidiums des Gerichtes und seit Juni 2003 Mitglied des Präsidialrates des Bundessozialgerichtes. Am 31. August 2008 wurde er pensioniert und schied aus dem Justizdienst aus. Er lebt heute wieder in Hamburg.
Dirk H. Dau ist Mitherausgeber und Mitbearbeiter eines Kommentars zum Neunten Buch Sozialgesetzbuch (Rehabilitations- und Teilhaberecht).

## Schriften (Auswahl)
- Dirk H. Dau, Franz Josef Düwell, Jacob Joussen, Steffen Luik (Hrsg.): Sozialgesetzbuch IX. Rehabilitation und Teilhabe von Menschen mit Behinderungen. SGB IX, BTHG, SchwbVWO, BGG. Lehr- und Praxiskommentar (LPK-SGB IX). 6. Auflage. Nomos, Baden-Baden 2022, ISBN 978-3-8487-6360-3 (2615 S.).